# Ba Mamadou Mbaré
Ba Mamadou Mbaré (Wali Djantang, 1946 – Parigi, 10 gennaio 2013) è stato un politico mauritano.
È stato Presidente ad interim della Mauritania dall'aprile all'agosto 2009. Dal 2007 fino alla sua morte, avvenuta nel 2013, è stato Presidente del Senato della Mauritania.